# Andrej Kostin
Andrej Leonidovič Kostin (in russo  Андрей Леонидович Костин?; Mosca, 21 settembre 1956) è un banchiere e politico russo, presidente della VTB Bank dal 10 giugno 2002.

## Biografia
Nel 1973, Kostin ha iniziato gli studi presso il Dipartimento di Economia dei Paesi stranieri dell'Università statale di Mosca,  laureandosi con lode in Economia politica nel 1979. Fu assegnato a lavorare all'estero presso il Ministero degli affari esteri dell'URSS. Da quell'anno, fino al 1982, è stato dipendente del Consolato Generale dell'URSS a Sydney, in Australia. Dal 1982 al 1985 è stato Segretario del Dipartimento Europeo del Ministero degli Affari Esteri dell'URSS. Nel 1985 divenne dipendente dell'ambasciata dell'URSS in Gran Bretagna, a Londra, dove rimase fino al 1990. Da allora al 1992 è stato Primo Segretario, Consigliere del Dipartimento Europeo del Ministero degli Affari Esteri dell'URSS.

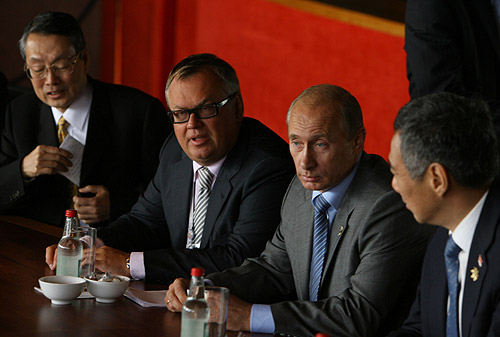
Kostin, il presidente della Russia Vladimir Putin e il Primo Ministro di Singapore Lee Hsien Loong all'APEC Australia 2007

Kostin è uno dei rappresentanti più attivi del settore bancario russo ed è stato ospite su CNBC,  Fox News, CNN, BBC e Bloomberg TV channel. Ha partecipato tre volte allo show di Charlie Rose sulla televisione Bloomberg,  e al programma Hard Talk sulla BBC. Partecipa al Forum economico mondiale (Davos, Svizzera) dal 1996.

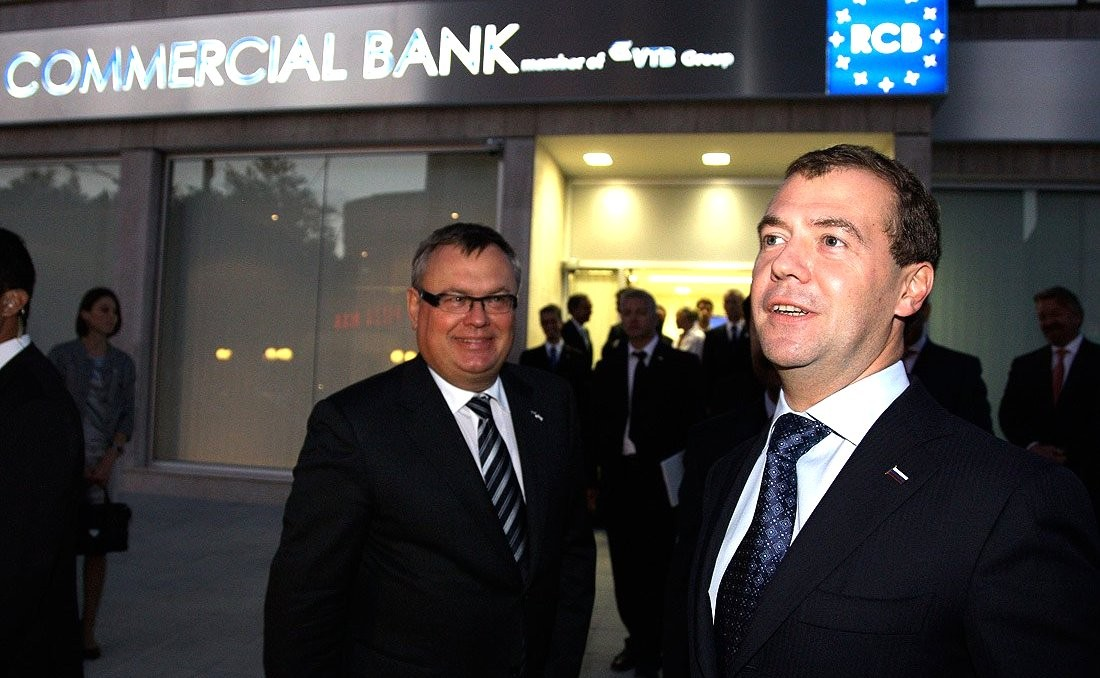
Kostin e il presidente russo Dmitrij Medvedev alla cerimonia di apertura della Banca commerciale russa a Cipro nel 2010

Nel maggio del 2017, Kostin ha dichiarato che l'élite di Washington stava intenzionalmente interrompendo la presidenza di Donald Trump diffondendo false accuse sui suoi legami con la Russia.
Il 22 gennaio 2018, durante le interviste al Forum economico mondiale di Davos, Kostin ha ribadito che ulteriori sanzioni contro individui o entità sarebbero considerate alla stregua di una "guerra economica".
Nell'aprile 2018, gli Stati Uniti hanno imposto sanzioni a Kostin e ad altri 23 cittadini russi.
Fa parte del consiglio di sorveglianza di Post Bank.

## Vita privata
Secondo i dati ufficiali, Kostin è sposato, ha figli e un nipote. Nailja Asker-Zade, una reporter del canale statale Russia-24, è considerata la sua fidanzata di lunga data.
Suo figlio maggiore Andrej (1978-2011), ha lavorato come vice presidente del consiglio di amministrazione di Deutsche Bank in Russia. È morto il 2 luglio 2011 durante un viaggio su un ATV mentre era in vacanza nella regione di Jaroslavl'.